# Bryllup (typografi)
 For alternative betydninger, se Bryllup (flertydig). (Se også artikler, som begynder med Bryllup)
Indenfor typografien er et gammelt udtryk bryllup betegnelsen for et eller flere ord (el. bogstaver), der ved en fejl er sat to gange efter hinanden.